# تأريخ إشعاعي
التأريخ الإشعاعي (أو قياس العمر إشعاعياً) هو طريقة لتقدير عمر المواد ومنها المستحاثات أيضا وتعني تحديد العمر بالطريقة الإشعاعية، هذه الطريقة تعتمد على النشاط الاشعاعي للنظائر الطبيعية، هنالك طرق عديدة مختلفة للقيام بذلك وكل طريقة تستعمل نظام نظائري مختلف عن الأخرى وكل طريقة تختلف عن الأخرى في مستوى الدقة والتكاليف والمدة الزمنية التي يجب أن نرجع إلى الوراء لمعرفة عمر المادة.

## النظرية التي تستند عليها

### النظائر
ذرات العنصر الكيميائي يحتوي في نواتها على بروتونات، عدد هذه البروتونات يسمى بالعدد الذري، وتحتوي نواة الذرة أيضا على النيوترونات التي تحدد الكتلة الذرية للعنصر وأعدادها تختلف من ذرة لأخرى لنفس العنصر الكيميائي وتسمى هذه الذرات بالنظائر الكيميائية لنفس العنصر وأصل كلمة نظير يعني نفس المكان كناية إلى أن النظائر المختلفة لعنصر معين تشغل نفس المكان في الجدول الدوري.
أي أن عدد البروتونات متساوية للنظائر المختلفة لعنصر معين وتختلف النظائر فقط في عدد النيوترونات.

### النشاط الاشعاعي
كل نظير من نظائر العنصر الواحد لديه كتلة واستقرارية مختلفتين، بعض النظائر غير مستقرة أي انها في حالة مضطربه وفي اية لحظة يمكن أن تتحلل عن طريق السقوط الاشعاعي (تحرير الإشعاع)، والنشاط الاشعاعي للعناصر تكون غالبا متكونا من دقائق ألفا (2 بروتون مع 2 نيوترون معاً) وكذلك من دقائق بيتا،
تتكون المادة من عدد هائل جدا من الذرات وهناك اعداد معينة من أنوية الذرات تتحلل اشعاعيا وتوقيت حصول ذلك يمكن أن يحدث في اية لحظة، الذرات النشطة الموجودة في المادة تكون بعد مرور زمن معين قد اصابها التحلل الاشعاعي، وهذا يعتمد على مدى قلقية (عدم استقرارية) تلك الذرات، وهذه الاستقرارية يمكن تعريفها وقياسها تحت مفهوم [نصف العمر] لنظائر العناصر، ونصف العمر هو الوقت اللازم لكي يتحلل نصف المادة اشعاعيا، وكل نظير من نظائر العناصر المختلفة له نصف العمر ثابت طبيعي معروف،
معظم النظائر المشعة يتحلل في عدة خطوات (سلسلة متتابعة من التحلل) إلى عناصر مستقرة تسمى بعنصر البنت بينما النظائر الأصلية قبل التحلل تسمى بعناصر الأم، أي نظير يُستخدم في تحديد العمر الاشعاعي يجب أن يتراوح نصف العمر له من بضعة آلاف سنة إلى بضعة مليارات من السنين.

### النظائر عبارة عن ساعات دقيقة
في أغلب الحالات يكون نصف العمر للنظائر معتمدا على خصائص الذرات المكونة لها والعوامل الخارجية لا تؤثر عليها مثل درجة الحرارة والضغط والوسط الكيمياوي المتواجد فيه والحقول المغناطيسية والكهربية، بالإضافة إلى ذلك فان نصف العمر للنظائر لا يتغير حسب الوقت بل هو قيمة ثابتة طبيعيا، لكن النشاط الاشعاعي الذري يمكن أن يؤثر على نصف العمر للنظائر لكن لحسن الحظ لو حصل ذلك لعرفنا ذلك بسهولة لأن ذلك يترك وراءه أثر الإشعاع. لذلك الزمن اللازم لتحول عنصر الأم إلى عنصر البنت يمكن اعتباره ساعة ذرية دقيقة، وهو الزمن العابر عندما تشكل عنصر الأم في المادة المعينة إلى وقتنا الحالي.

### وجود النظائر في المواد
عندما تتكون مادة معينة فانها تتشكل فقط من عناصر الأم فليس فيها عناصر البنت، وعندما نفحص المواد لمعرفة عمرها نرى فيها عناصر بنت وأم، فعناصر البنت قد تشكلت من عناصر الام بعد حصول التحلل الاشعاعي كما وضحت أعلاه،
عندما تتشكل مادة ما فأنها تمنع عناصر البنت من التسرب إليها نتيجة حصول تسخن كبير جدا لها وعناصر البنت التي تتشكل على مر الزمن سوف تتلاشى بواسطة الانتشار بسبب فرق التركيز Diffusion عندها تكون الساعة النووية قد تم تصفيرها، ودرجة الحرارة التي عندها تحصل هذه العملية تسمى بدرجة الحرارة الكابحة، ودرجة الحرارة هذه تختلف باختلاف المادة.

### معادلة حساب العمر
عندما تتحلل عناصر الأم غير المستقرة إلى عناصر البنت المستقرة فأن معادلة حساب العمر يربط التحلل الاشعاعي بالزمن الجيولوجي:
{\displaystyle t={\frac {1}{\lambda }}{\times }{\ln \left(1+{\frac {D}{P}}\right)}}
وفيها
t= عمر المادة
D= تركيز نظائر البنت
P= تركيز نظائر الأم
λ = ثابت التحلل لنظير الأم
ln= اللوغاريثم الطبيعي
ثابت التحلل λ هو ذلك الجزء من ذرات عنصر الأم التي تتحلل في وحدة الزمن ويتناسب عكسيا مع عمر النصف
{\displaystyle {\lambda }={\frac {\ln(2)}{t_{1/2}}}}
وفيها
{\displaystyle t_{1/2}=} عمر النصف لعنصر الأم.

## التقنية

### شروط ينبغي توفرها للحصول على تحديد عمر جيد
ليس في كل الحالات تستطيع المادة عند تكوينها أن تأخذ عناصر الأم وحدها فعادة تأخذ أيضا بعض عناصر البنت وفي هذه الحالة يجب علينا أن نفرض مسبقا قيمة نسبة تركيز عناصر البنت إلى تركيز عناصر الأم عندما تكوّنت المادة.
يجب أن تكون عناصر البنت غير غازية لأنها تتسرب من المادة بسهولة، وعناصر البنت يجب أن تكون مستقرة بشكل يكفي لنا أن نقيس تراكيز عالية منها في المادة. بالإضافة إلى ذلك يجب على عناصر البنت والأم أن لا تكوّنا مواد فعّآلة كيماوية والتي تتفاعل بشكل نشط جدا داخل المادة. وكذلك يجب أن لا تحتوي المادة على كمية كبيرة من عناصر بنت أخرى نشأت من التحلل الاشعاعي لعناصر أم أخرى.
وأخيرا يجب أن تكون طريقة عزل وفحص وتحليل التراكيز واضحة وموثوقة بها. عند استعمال طريقة التماثل الزمني Isochron (وهي من أبسط الطرق لتحديد العمر اشعاعيا) فاننا لسنا بحاجة إلى معرفة نسبة تركيز عناصر البنت إلى تركيز عناصر الأم عنما تكوّنت المادة المراد قياس عمرها الآن.

### جهاز قياس الطيف الكتلي
مطيافية الكتلة (بالإنجليزية: Mass spectrometry)‏ هذا الجهاز يستعمل في تحديد شكل ونوعية وماهية النظائر والجزيئات وخلائط الكيمياوية والبيولوجية والتي تكون بمقادير صغيرة جدا قد تصل إلى جزء واحد من المليار للغرام الواحد.
الجهاز الذي يستعمل هذه الطريقة تم اختراعه في أربعينيات القرن الماضي، ومنذ خمسينيات القرن الماضي يُستعمل هذا الجهاز لتحديد عمر المواد اشعاعيا. يقوم هذا الجهاز بواسطة السخونة الشديدة بشحن مجموعة من الذرات بالأيونات ويتم استخلاص هذه الذرات المتأينة من النموذج ويتم فصل الكتلة والشحنة الكهربائية عن بعضها، عندها يتم قياس الأيونات بواسطة مجسات خاصة تسمى بكؤوس الفاراداي (بالإنجليزية: Faraday cup)‏، عندما تتعرض هذه الكؤوس للأيونات هذه فان ذلك يؤدي إلى توليد كهربائية ضعيفة ويتم قياس هذه الكهربائية بدقة وعندها وبواسطة هذه القيم المقاسة يتم معرفة كمية تراكيز العناصر أو النظائر المختلفة (عناصر الأم والبنت).

### نسبة الخطأ أو الدقة في تحديد العمر اشعاعيا
على الرغم من أن طريقة تحديد العمر اشعاعيا هي طريقة دقيقة إلا أن هذه الدقة تعتمد أساساً على التكنولوجيا والطريقة المستعملة في القياس.
من الممكن ان تؤثر النقاط أدناه على دقة النتائج المحصلة:
- تراكيز عناصر الأم والبنت عندما كانت المادة في مرحلة التكوّن؛
- كمية عناصر الأم أو البنت التي تسربت من المادة، أو حتى التي أضيفت إلى المادة خلال عمرها؛
- وجود نظائر معينة في النموذج والتي لها عدد الكتلي مساوي للعدد الكتلي لنظائر الأم والبنت يؤثر على دقة القياسات في جهاز قياس الطيف الكتلوي الآنف الذكر. في هذه الحالة يجب أن تُصحَح القياسات المأخوذة لتقليل تأثير العناصر الأخرى التي لها نفس الوزن (عدد الكتلة).
- كذلك يمكن أن يتعرض جهاز قياس الطيف الكتلي للكثير من التأثيرات العرضية. هذا الجهاز يجب أن يكون مفرغا من الهواء تخلية أن جودة ونوعية التفريغ من أهم العوامل التي تؤثر على القياسات. إذا كان الفراغ تخلية في الجهاز غير كامل (وجود غازات) فأن الذرات المتأينة تُستقبل من قبل جزيئات هذه الغازات بدلاً من أن تستقبل في كؤوس فاراداي لقياسها.

كذلك جودة نوعية المستقبلات ذات تأثير كبير على دقة القياسات لكن الأجهزة الحالية الفائقة التقنية لها مستقبلات ذات نوعية ممتازة.
يمكن أن نرفع دقة قياس العمر بالإشعاع عن طريق أخذ عينات من أماكن مختلفة من النموذج المراد تقدير قِدَمه (عُمْره) لأنه إذا فرضنا أن جميع أجزاء العينة له نفس العمر فيجب منطقيا تعطي كافة القياسات نفس الزمن (العمر) isochron. يمكن مقارنة نتائج فحص نظامين نظائريين مع بعضهما في حالة تواجدهما معا في نفس العينة وذلك للتأكد من دقة القياسات.
دقة القياسات تعتمد أيضا على عمر النصف لعنصر الأم. فمثلا نظير كاربون المشع 14C لها عمر نصف أقل من 6000 سنة فليس من المعقول أن نستعمل 14C في تحديد عمر شيء يرجع قِدمه إلى 600 ألف سنة مثلا. لذلك في هذه الحالة يجب استمال أنظمة نظائرية أخرى. أن استعمال نظائر الكربون لتحديد أعمار أشياء ترجع إلى فترة من 1000 سنة إلى 50 ألف سنة قبل الآن يمكن أن يعطي نتائج دقيقة نسبيا.

## الطرق المستعملة في تحديد العمر إشعاعياً
من أقدم الطرق المستعملة هي طريقة يورانيوم-رصاص لتحديد العمر، يُستعمل هذه الطريقة لتحديد عمر معدن الزركون (سليكات الزركونيوم) الذي عند تكوّنه يستبعد أخذ الرصاص بينما يأخذ تراكيز كبيرة من اليورانيوم. استعمال هذه الطريقة الآن يعطي نتائج فيها عدم دقة تصل إلى زائد ناقص 2 مليون سنة لشيء عمره 3 مليارات من السنين، هذه الطريقة تستعمل بكثرة في الداسات والفحوصات الجيولوجية. بما أن 235U تتحللا إشعاعيا إلى 207Pb وفي نفس الوقت 238U تتحلل إلى 206Pb فأن هذه الطريقة لها ميزة جيدة جدا باننا نحصل على نتيجتين يمكننا مقارنتهما مع بعض لمعرفة مدى دقة القياسات المأخوذة.
يستخدم أسلوب تأريخ بنظائر بوتاسيوم-آرغون لتحديد العمر طريقة تحلّل 40K إلى 40Ar. فنظير بوتاسيوم المشع أربعين 40K له عمر نصف كبير جدا وتتواجد بكثرة في المايكات وفيلدسبارات وفي هورنبليندات لكن من أهم مساويء هذه الطريقة هي أن ل 40K درجة حرارة كابحة منخفضة جداً.
طريقة روبيديوم - سترونتيوم لتحديد العمر اشعاعيا تستعمل تحلّل 87Rb إلى 87Sr الذي له عمر نصف كبير جدا ودرجة حرارة الكابحة لهذه الطريقة هي كبيرة نسبياً، لكن لأنّ عمر النصف له كبير جدا فأن القياسات تكون غير دقيقة.
طريقة تحديد العمر بواسطة الكربون اشعاعيا تستعمل تحلل 14C اشعاعيا الذي له نصف عمر قليل نسبيا لذلك نرى بأن هذه الطريقة من أشهر الطرق في تحديد عمر المواد في علم الآثار Archaeology.
طريقة أخرى لها أيضا عمر نصف قليل نسبيا هي طريقة يورانيوم - ثوريوم لتحديد العمر اشعاعيا وفيها تستعمل تحلّل 238U إلى 230Th وكذلك 235U إلى 231Pa (Protactinium).
طرق أخرى لتحديد عمر (قِدَم) المواد اشعاعياً:
- التأريخ بالساماريوم-النيوديميوم؛
- لوتيتيوم - هافنيوم؛
- تأريخ بنظائر أرجون-أرجون؛
- هيليوم؛
- يورانيوم - يورانيوم؛
- رصاص - رصاص؛
- رينيوم - أوسميوم؛
- لانثانوم - باريوم.

استخدام أي نظام من أنظمة النظائر أعلاه لتحديد عمر (قِدَم) المواد تتوقف على العمر المتوقع للشيء المراد فحصه أو بالأحرى تحديد عمره. طريقة الكاربون المشع تستعمل لتحديد عمر أشياء تقدر عمرها بما لا يزيد عن بضع سنوات. أما للمواد التي تقدر عمرها بنحو بضع مليارات سنة (مثلا 3 إلى 4 مليارات سنة) فنستعمل غالبا طريقة يورانيوم - رصاص التي تطبق على معدن الزركون.
تسربت الكثير من 36Cl في طبقة الأتموسفير للكرة الأرضية نتيجة التجارب الأسلحة النووية في خمسينيات القرن المنصرم ولأن 36Cl له عمر نصف قصير جداً فأنها تستعمل لمعرفة المسافات التي تقطعها تكتلات المياه الجوفية لكن هذه الطريقة لا تدخل ضمن مفهوم تحديد العمر اشعاعيا.

## تحديد الأعمار في التطبيقات الفلكية بواسطة النظائر المفقودة (المتحلّلة)
عندما كان كوننا يافعا كان مليئا بنظائر مشعة ذات عمر قصير جدا مثل النظائر 26Al و60Fe و53Mn و129I، هذه النظائر المنقرضة ربما تم إنتاجها خلال عملية الأنفجار العظيم، هذه النظائر المتحللة يمكن لحد الآن قياسها من خلال النيازك التي تسقط على الأرض ومن خلال هذه القياسات يتم معرفة تسلسل الأحداث خلال عملية تكوين المجرات.

## اقرأ أيضا
- تأريخ بالكربون المشع
- تأريخ الحمض الأميني
- كيمياء إشعاعية
- تأريخ بالمسار الإنشطاري
- قبل الحاضر